# 黑冠幽鹛
黑冠幽鹛（学名：Pellorneum capistratum），是雀眉科幽鹛属的一种，分布于文莱、缅甸、新加坡（已绝灭）、泰国、印度尼西亚和马来西亚。该物种的保护状况被评为无危。
黑冠幽鹛的平均体重约为21.2克。栖息地包括亚热带或热带的湿润低地林、亚热带或热带严重退化的前森林、亚热带或热带的（低地）湿润疏灌丛和湿地。